# Écoquartier Molière
L’écoquartier Molière est situé dans la ville des Mureaux (Yvelines). Son périmètre s’étend sur 70 hectares, ce qui représente près de ¼ du territoire urbanisé de la ville et concerne 15 000 habitants, soit près de la moitié de la population muriautine. Ce qui fait en fait l'un des plus importants programmes ANRU de France.
Le 8 décembre 2006 est signée la convention entre la ville des Mureaux et l'ANRU. Le mandat d’aménagement et d’équipements publics a été confié à l'aménageur Citallios (ex-SEM 92) par la ville des Mureaux la même année. Dans le cadre de cette opération de rénovation urbaine, l'Écoquartier Molière a permis la création de 25 hectares d'espaces publics dont les 7,5 hectares du parc Molière. Ces caractéristiques ont permis à cet écoquartier d’obtenir la plus haute distinction « étape 4 : écoquartier vécu et confirmé » en 2018, comme seulement quatre autres écoquartiers en France.
Cette importante opération s’est articulée autour d’une recomposition foncière, d'une diversification de l’offre résidentielle, du réaménagement des espaces publics et de la construction d’équipements publics.

## Logements
Les actions liées à l'habitat sur l’écoquartier Molière ont concerné environ 4 000 logements. 1 600 ont été réhabilités et 3 000 résidentialisés. Le projet de rénovation a impliqué la destruction de 1 122 logements (sur un total de 3 900 existants), dont 520 ont été reconstruis sur le périmètre, 170 reconstruis sur la ville et 417 sur le département des Yvelines. Des îlots associant des petits bâtiments collectifs et des maisons de ville ont aussi pu voir le jour grâce à ce large programme alliant démolition-construction des grands ensembles et rénovation.

## Le parc Molière
Le parc Molière est un espace vert de 7,5 hectares qui longe les quartiers d’habitat social du nord au sud. Il est traversé par le ru d’Orgeval, un affluent qui prend sa source à Orgeval. Il traverse six communes avant de rejoindre la Seine aux Mureaux. Le ru d’Orgeval a été canalisé au moment de l’urbanisation dans les années 1960-1970. C'est la création de l’écoquartier Molière et du parc Molière qui ont permis de le remettre à ciel ouvert sur près de 500 mètres de long. Ainsi le ru d’Orgeval permet de renforcer la biodiversité, faciliter le déplacement de certains animaux, favoriser le rafraîchissement de l’air et réduit les îlots de chaleur urbains. Réintégrer ce cours d'eau au sein du parc Molière permet de redonner une place et une fonction à l'eau dans la ville, une notion pour laquelle les Mureaux porte une attention particulière. Le parc Molière accueille 700 arbres, 11 500 m2 de massifs, 8 700 m2 de prairies. Il comprend 5 000 m2 de jardins familiaux, des aires de jeux pour enfant, des installations sportives (terrains de football et de basket, tables de ping-pong …) et des espaces de pique-nique. Une large phase de concertation organisée avec les habitants a permis d’établir un grand nombre de ces aménagements. Le parc Molière a une  fonction de trame verte et permet de relier des lieux emblématiques de la ville comme le Pôle Molière, les Ateliers du Moulin, La Médiathèque, le Point Forme ou encore le conservatoire Gabriel Fauré. Il est le premier aménagement public français à être certifié Haute qualité environnementale (HQE).

## Le Pôle Molière
Situé à l’emplacement d’une ancienne tour de logements, cet équipement éducatif multi-activités de plus de 6 000 m2 regroupe deux écoles (maternelle et élémentaire), une crèche, une ludothèque, un centre de loisirs, un restaurant, un centre de ressources, un gymnase des salles polyvalentes et destinées au sport. Ces derniers espaces sont ouverts aux écoles lorsqu’elles en ont besoin et à tous les habitants le reste du temps.
Il s'agit d'un complexe de bâtiments à énergie positive, c’est-à-dire qu’il produit plus d’énergie qu’il n’en consomme. Cet ouvrage écoresponsable a été inauguré le 13 février 2015 en présence de la ministre de l'Éducation nationale, Najat Vallaud-Belkacem et de Patrick Kanner, ministre de la Ville, de la Jeunesse et des Sports.

## Aspects environnementaux
Au sein de l'Écoquartier Molière, 5 000 m2  de jardins familiaux ont été créés. Ces jardins permettent à leurs bénéficiaires de manger leur propre récolte et de la nourriture saine car l’entretien des parcelles est biologique et répond aux critères de l’Agenda 21. Les usagers des parcelles ont chacun leur récupérateur d’eau et recyclent les déchets organiques de leurs plantations. Certaines de ces parcelles sont réservées à un usage pédagogique et accueillent des écoliers pour les sensibiliser au développement durable.
Parmi les 25 hectares d’espaces publics qui ont été aménagés figurent 12 rues nouvelles, 20 réaménagées, création de places, de squares, de parkings aériens et disparition des voies sans issue.

## Les dates clés du projet
- 8 décembre 2006 : signature de la convention entre la ville des Mureaux et l’Agence nationale pour la rénovation urbaine (Anru)
- 3 octobre 2010 : opération de déconstruction de la Tour Molière[16], à l'emplacement actuel du Pôle Molière.
- 2 septembre 2014 : ouverture du Pôle Molière
- 14 décembre 2014 : remise du label Écoquartier à l’Écoquartier Molière pour sa prise en compte exemplaire des critères environnementaux par le ministère de la Cohésion des territoires
- 16 avril 2016 : les Jeux Murolympiques[17] sont organisés, l’objectif est d’associer les habitants à l’aménagement du futur Parc Molière via une concertation
- Fin 2016 : le ru d’Orgeval est remis à ciel ouvert
- 19 décembre 2017 : labellisation de l’Écoquartier Molière à l’étape 4 « Écoquartier vécu et confirmé »[18]